# Giovanni Girolamo Morone
Giovanni Girolamo Morone (25. ledna 1509, Milano – 1. prosince 1580, Řím) se narodil jako syn velkého kancléře milánského velkovévody. Dětství prožil v Modeně, kde přijal i základy vzdělání. Studoval práva v Padově a stal se klerikem. Jako projev uznání činnosti jeho otce během sacco di Roma (1527) byl ve věku 20 let jmenován papežem Klimentem VII. biskupem modenským. Až o šest let později byl v Boloni vysvěcen na kněze a stejného dne přijal i biskupské svěcení. Byl používán i na diplomatické mise, zejména u císařského dvora a na říšských sněmech. V roce 1542 jej Pavel III. jmenoval kardinálem. V době teroru Pavla IV. byl obviněn z hereze a na dva roky zavřen do vězení na Andělském hradě. Po dvojím předsednictví tridentského koncilu a po smrti Pia IV. byl jedním ze žhavých kandidátů konkláve. Zemřel roku 1580 a je pochován naproti hlavnímu oltáři v římském kostele Santa Maria sopra Minerva.